# بعدا ازم تشکر کن
بعداً ازم تشکر کن (انگلیسی: Thank Me Later) نخستین آلبوم استودیویی از رپر و خواننده کانادایی دریک است. این آلبوم در ۱۵ ژوئن ۲۰۱۰، توسط یانگ مانی انترتینمنت و کش مانی رکوردز منتشر شد. آلبوم با همراهی هنرمندان مختلفی از جمله تیمبلند، سویز بیتز، نیکی میناژ، لیل وین، د-دریم و کانیه وست ضبط شده‌است.